# Rotebro (stacja kolejowa)
Rotebro – stacja kolejowa w Gminie Sollentuna, w regionie Sztokholm, w Szwecji. Znajduje się na Ostkustbanan, 19 km od Dworca Centralnego w Sztokholmie. Składa się jednego perony wyspowego i ma dwa hole kasowe. Stacja obsługuje dziennie około 3 700 pasażerów. 

## Historia
Oryginalna stacja została otwarta wraz z linią Norra stambanan (obecnie część Ostkustbanan) między Sztokholmem i Uppsalą w 1866 roku. Był to pierwszy dworzec kolejowy w Sollentuna.

## Galeria

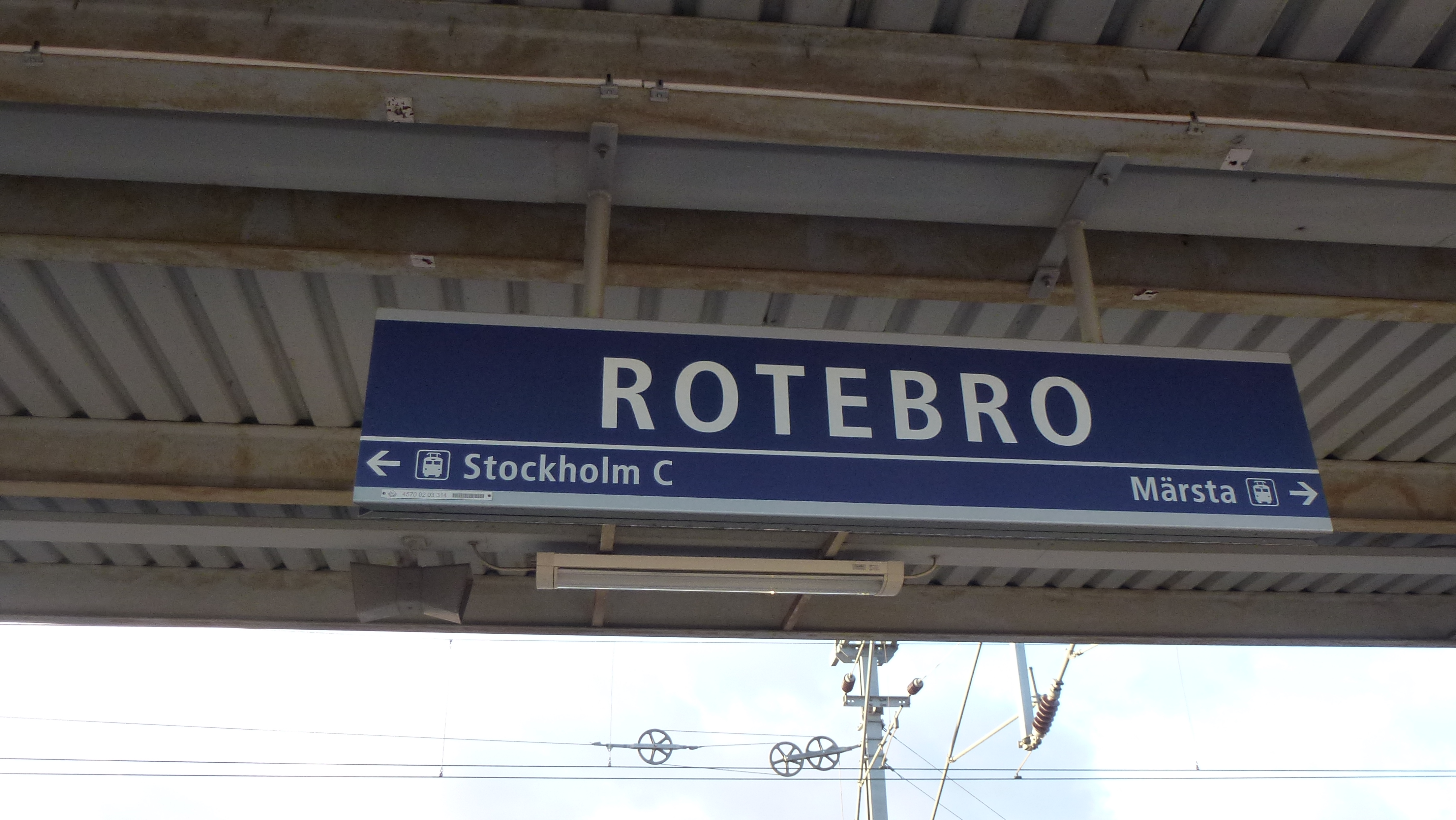
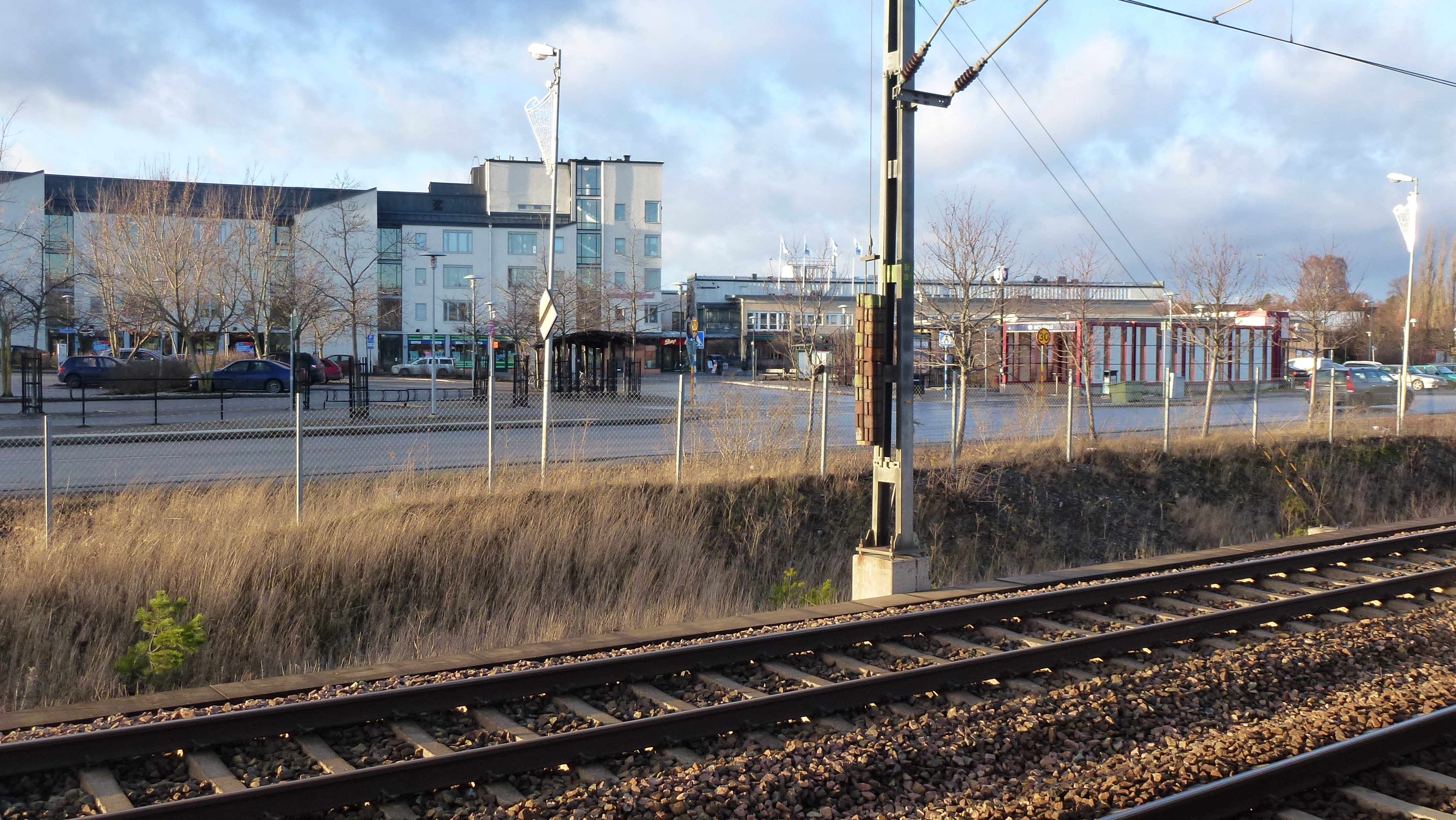
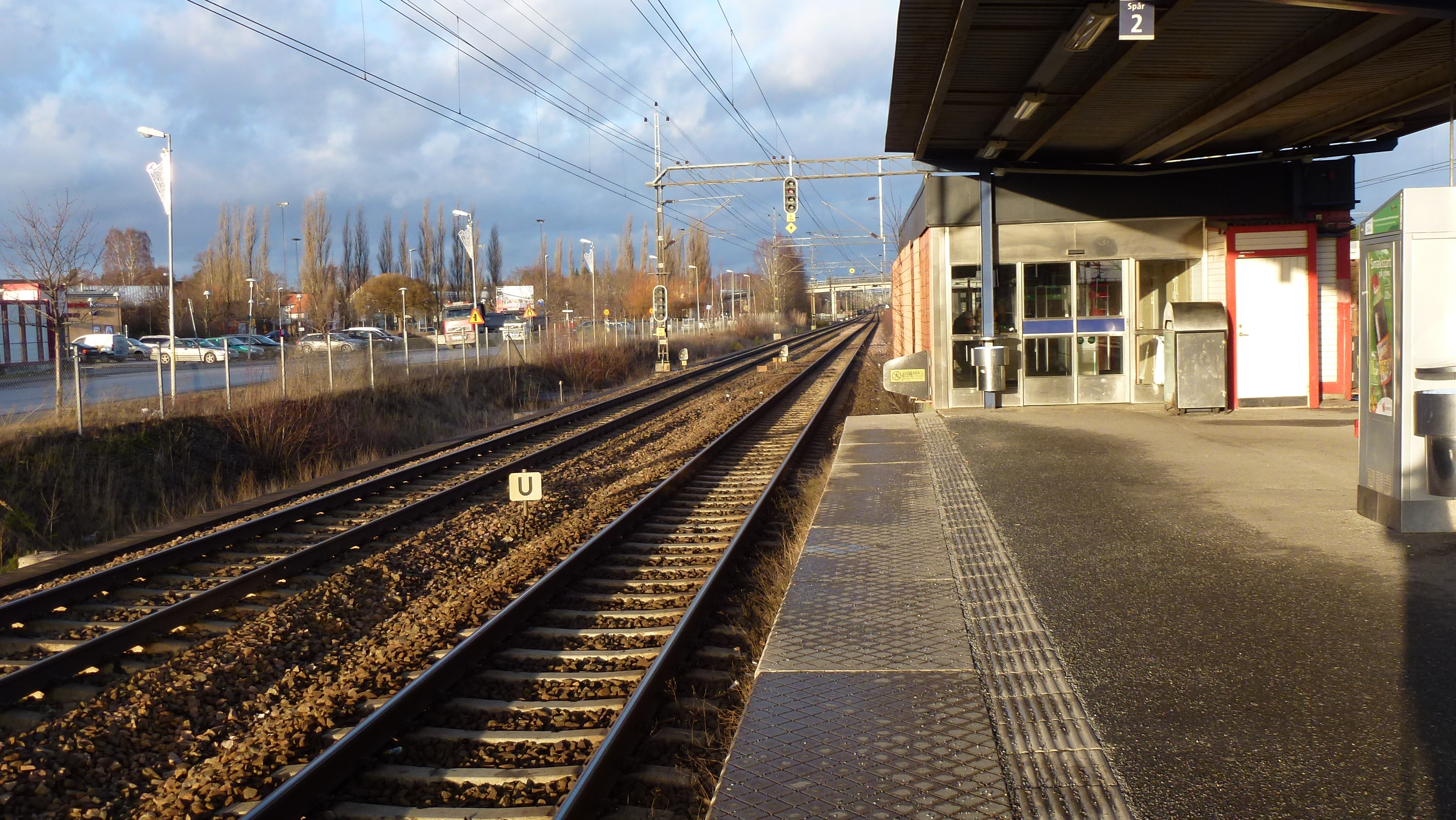
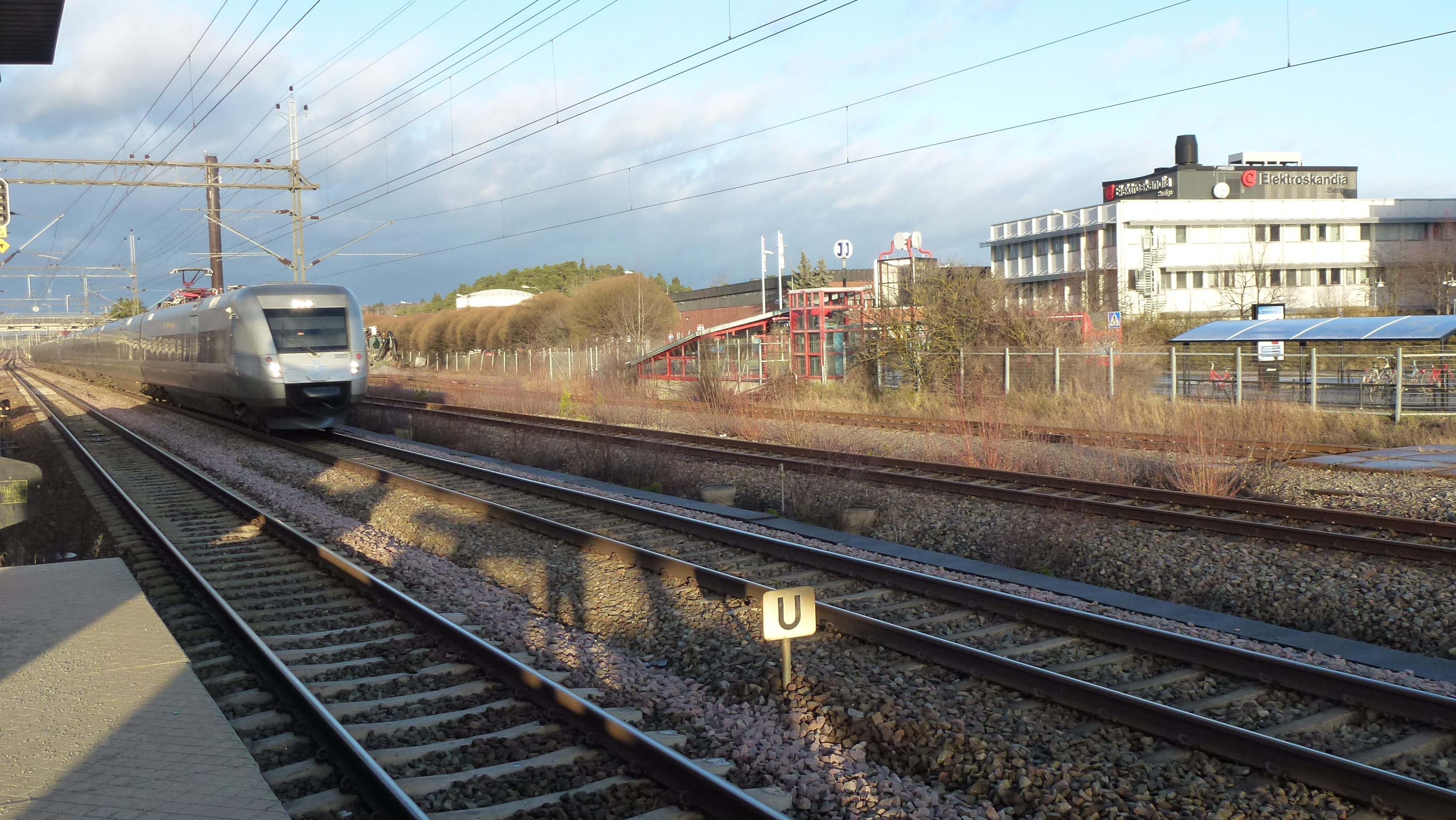
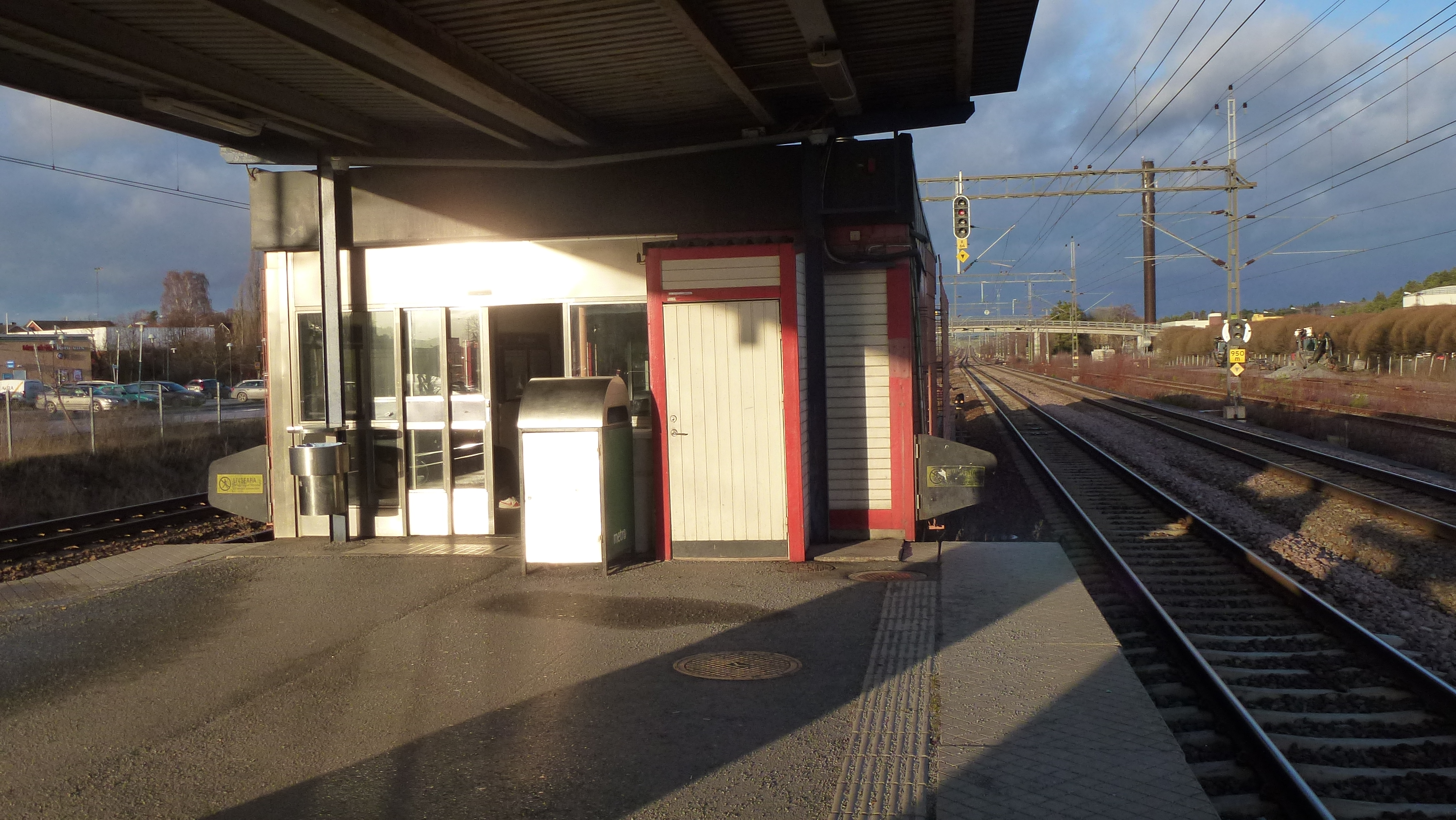
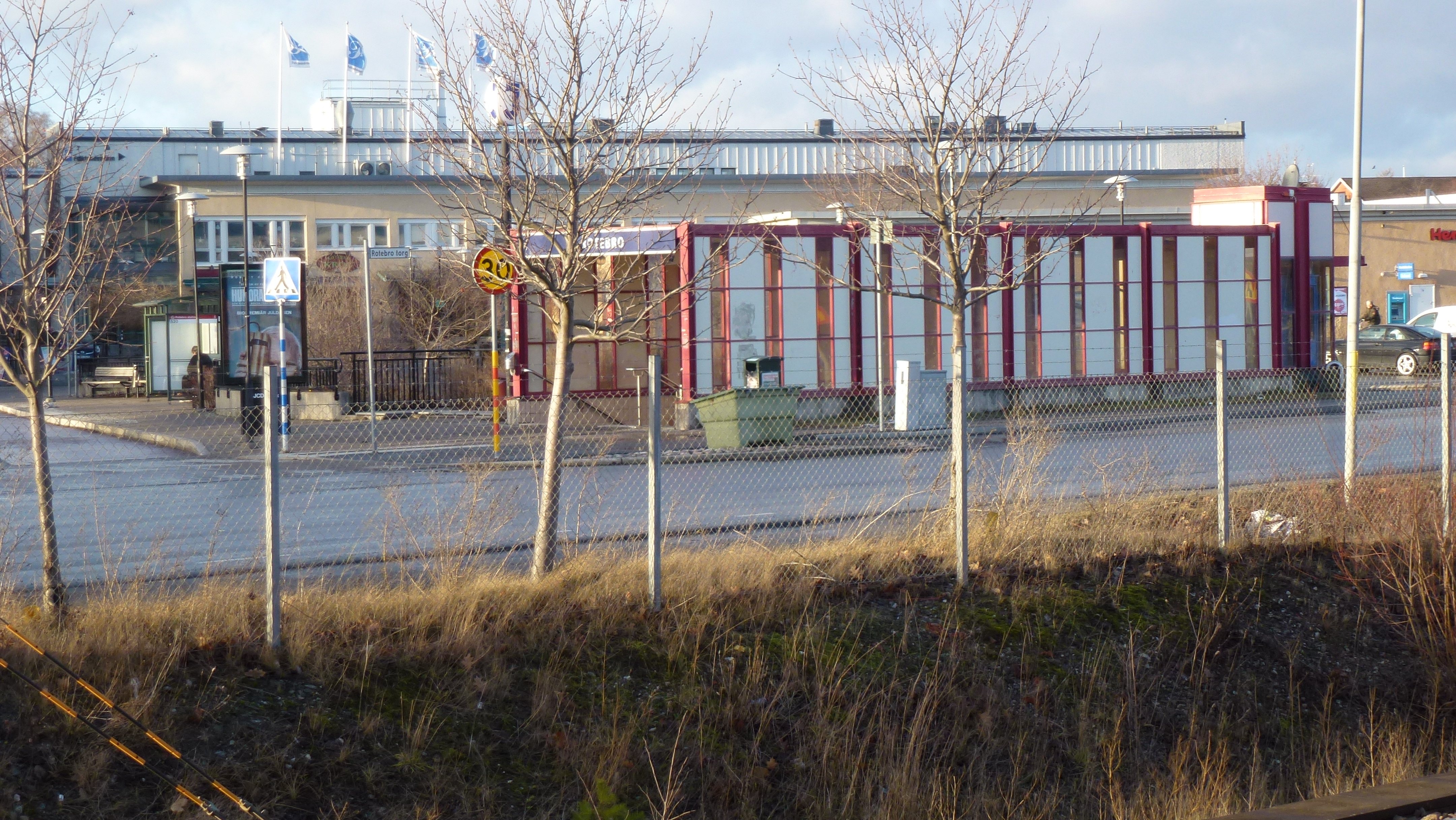
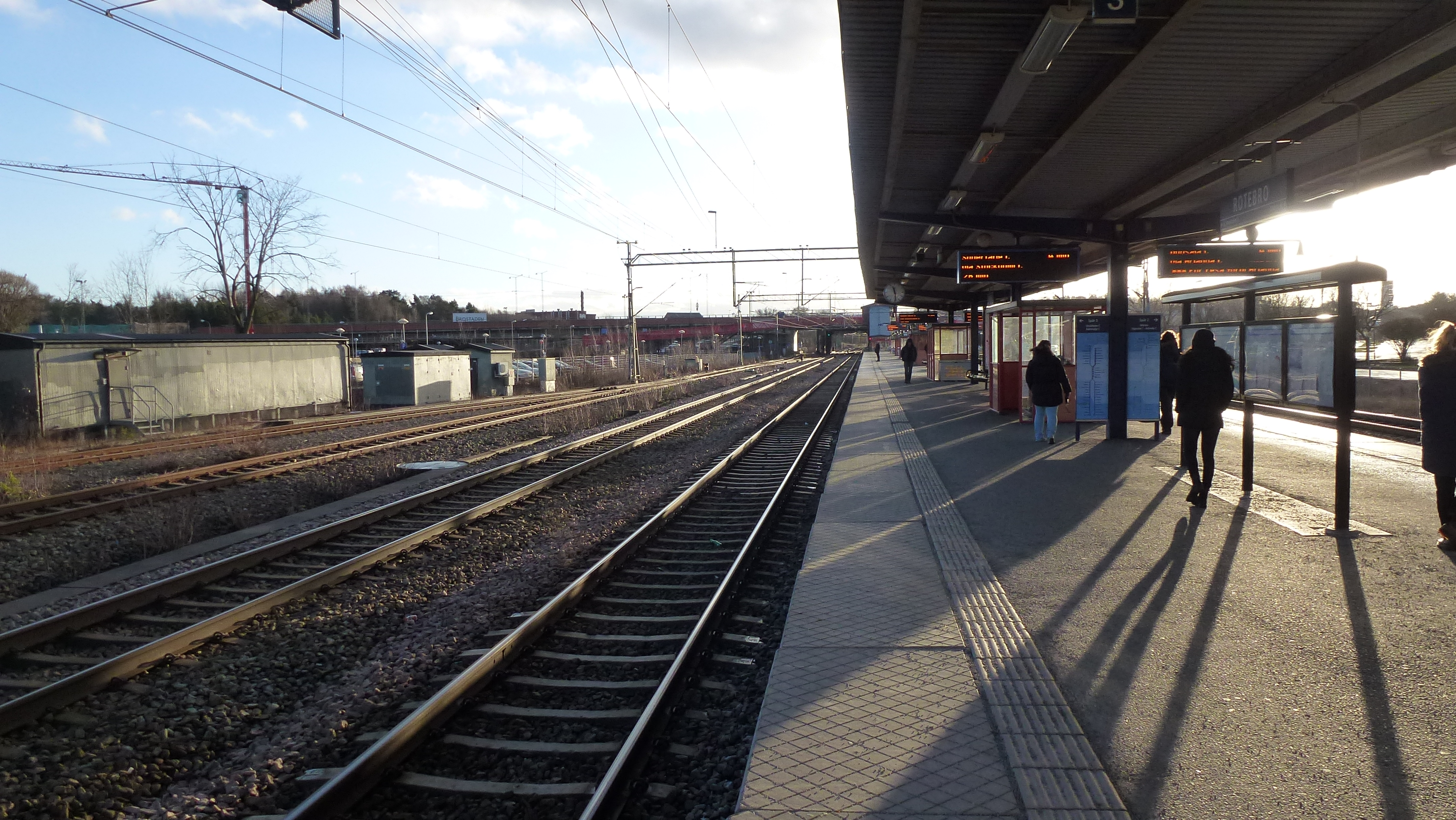
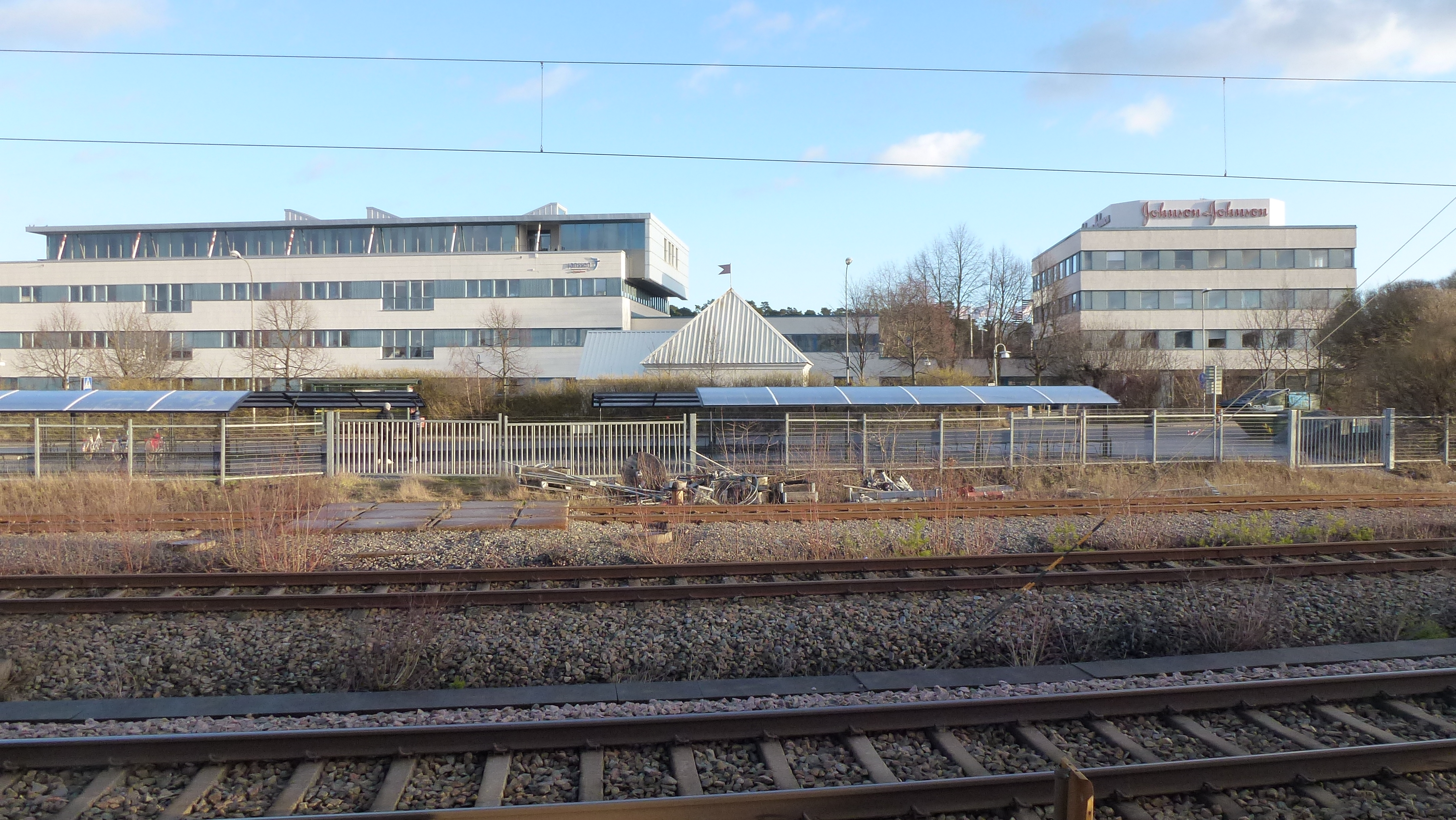
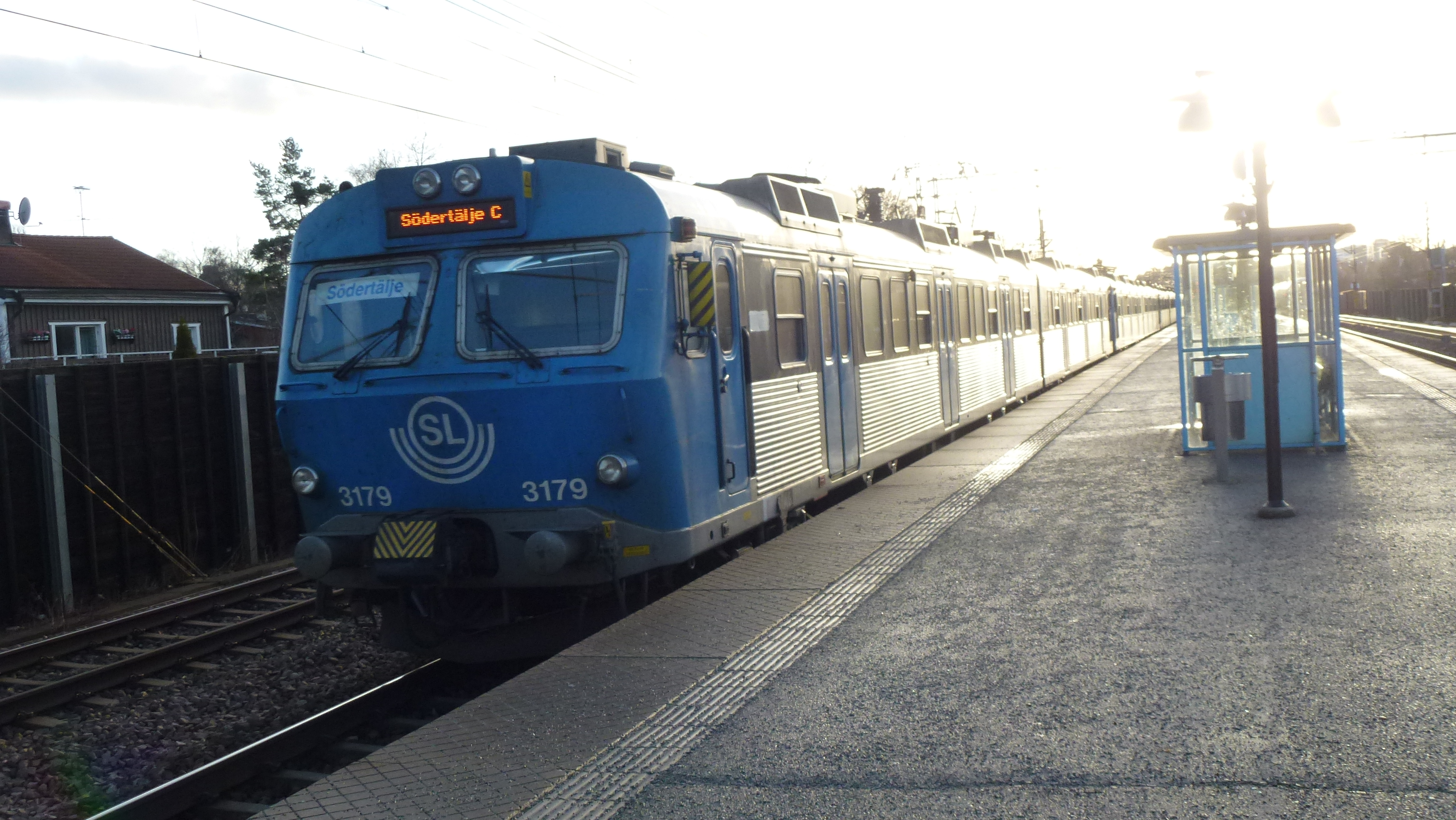

## Linie kolejowe
- Ostkustbanan